# Amy Beach
Amy Beach, rodným jménem Amy Marcy Cheney (5. září 1867 Henniker – 27. prosince 1944 New York) byla americká skladatelka a pianistka. Je považována za první americkou skladatelku klasické hudby, která psala a vydávala velká symfonická díla.

## Život
Narodila se do dobře zajištěné rodiny, její matka byla zpěvačka a pianistka. Amy byla také velmi muzikální, byla považována za zázračné dítě. Už jako dvouletá dokázala k matčiným písním zpívat druhý hlas. První skladby, kterými byly jednoduché valčíky, zkomponovala již ve čtyřech letech. Rodina se kvůli ní přestěhovala do Bostonu, kde bylo lepší hudební zázemí. Na klavír jí nejprve učila matka, později Amy brala soukromé hodiny u Ernsta Peraba a Carla Baermanna (žák Ference Liszta). Krátce studovala kompozici a kontrapunkt u Junia W. Hilla, ale v podstatě byla samouk, učila se čtením partitur starých mistrů. V šestnácti letech debutovala jako klavíristka spolu s Bostonským symfonickým orchestrem. Vždy se jí dostávalo psychické a finanční podpory od rodičů, později i od manžela, lékaře Henryho Harrise Aubreye Beache, za kterého se provdala v roce 1885. Od té doby používala příjmení Beach. Manžel si nepřál, aby veřejně vystupovala jako klavíristka, ale podporoval ji v komponování, v němž byla v době manželství nejaktivnější. Po manželově smrti v roce 1910 odjela na koncertní turné po Evropě a žila v Berlíně. Koncertovala v Drážďanech, Lipsku, Hamburku, Mnichově i Berlíně. Hrála své skladby i díla Bacha, Beethovena či Brahmse. Roku 1914 se vrátila do Ameriky a usadila se v New Yorku. Pokračovala v komponování, působila také jako hudební pedagožka a byla činná i v organizacích zaměřených na hudební výchovu žen. Byla uznávána jako klavíristka, ale hlavně jako skladatelka. Sepsala Desatero hudebních přikázání pro mladé skladatele. Zasloužila se o založení Společnosti amerických hudebních skladatelek (Society of American Women Composers). Zimní měsíce trávila na své chatě v Centervile, od roku 1921 v létě pobývala v umělecké rezidenci MacDowell v Peterborough, ve skladatelské tvorbě pokračovala až do své smrti v roce 1944.

## Dílo
Ve své době byla velmi uznávanou tvůrkyní, zkomponovala asi 300 skladeb, které byly téměř všechny vydány již za jejího života. Styl jejích skladeb se dá označit jako pozdní romantismus. Polovinu skladeb tvoří písně na básnické texty, její první vydanou prací byla roku 1883 píseň The Rainy Day, ale skládala i komorní a instrumentální hudbu, např. symfonická díla, smyčcový kvartet, klavírní kvintet, skladby pro sbor a řadu drobných skladeb pro klavír. Jen dvě díla (Smyčcový kvartet op. 89 a jednoaktová opera Cabildo) nebyla vydána za jejího života. Velkou zásluhu na publikování její tvorby měl nakladatel Arthur P. Schmidt, který se snažil o propagaci americké hudby i o rovná práva žen skladatelek. K jejím největším a nejznámějším dílům patří Mše Es dur a především Gaelská symfonie e moll, kterou vydala v roce 1896 a jež se stala první nahranou symfonií složenou americkou skladatelkou. Ve své době byla tato symfonie, která obsahuje řadu citací irských lidových písní, na repertoáru předních amerických i evropských orchestrů a byla velmi oceňována. Amy Beach patřila do skupiny skladatelů tzv. Bostonské šestky, spolu s Georgem Chadwickem, Arthurem Footem, Edwardem MacDowellem, Johnem Knowlesem Painem a Horatio Parkerem.

## Výběr z díla
- Mše Es dur op. 5 (1890)
- Festival Jubilate op. 17 (1891)
- Gaelská symfonie e moll op. 32 (1896)
- Houslová sonáta a moll op. 34 (1896/1899)
- Song of Welcome op. 42 (1898)
- Klavírní koncert cis moll op. 45 (1899)
- Variace na balkánská témata op. 60 (1904)
- The Chambered Nautilus op. 66 (1907)
- Klavírní kvintet fis moll op. 67 (1907)
- Téma s variacemi pro flétnu a smyčcové kvarteto op. 80 (1916/1920)
- Hermit Thrush op. 92 (1921)
- From Grandmother’s Garden op. 97 (1922)
- Rendezvous op. 120 (1928)
- The Canticle of the Sun op. 123 (1924/1928)
- Smyčcový kvartet op. 89 (1929)
- Tři klavírní kusy op. 128 (1932)
- komorní opera Cabildo op. 149 (1932)
- Klavírní trio op. 150 (1938)[4]